# Marta Riniker-Radich
Marta Riniker-Radich (* 1982 in Bern) ist eine schweizerische bildende Künstlerin, die insbesondere im Bereich Zeichnung arbeitet.

## Leben und Wirken
Marta Riniker-Radich studierte von 2004 bis 2008 an der Haute école d’art et de design Genève (HEAD). Nach dem Abschluss entwickelte sie eine Zeichen- und Malpraxis aus einfachen Methoden und Mitteln und bezog auch andere Medien wie Texte, Objekte und ortsspezifische Installationen in ihre Arbeit mit ein. Thematisch konzentriert sie sich oft auf historische Figuren und soziokulturelle Phänomene.
Riniker-Radich arbeitete von 2011 bis 2014 zusammen mit Balthazar Lovay und Pablo Hurtado als Künstlerische Leiterin des unabhängigen Kunstraums Hard Hat in Genf. Zwischen 2013 und 2018 nahm sie an mehreren Aufenthalten im Rahmen von Artist in Residence teil.
Anlässlich des Manor Kunstpreises 2016 richtete Riniker-Radich eine Einzelausstellung im Aargauer Kunsthaus aus, bei der sie die gesellschaftliche Normierung des Körpers thematisierte und unser ambivalentes Verhältnis zu Wellnesstrends, Schönheitskult und Gesundheitswahn erkundete. Insbesondere zeichnet Riniker-Radich, sie filmt aber auch und verbindet Papierarbeiten, Objekte, Videoprojektionen und Texte zu Rauminstallationen.
Sie ist Dozentin an der Zürcher Hochschule der Künste und lebt zwischen Frankfurt am Main und Zürich.

## Einzelausstellungen
- 2016: Every Home a Fortress Every Hearth a Blossom, Swiss Institute Contemporary Art New York, New York
- 2016: Manor Kunstpreis, Aargauer Kunsthaus, Aarau
- 2016: Mathis Gasser und Marta Riniker-Radich, Galerie Xippas, Paris
- 2017: Present Future, Artissima, Turin
- 2017: Youth Club #2, mit Mathis Gasser, Youth Club, London
- 2018: We, on the Other Hand, Can Do Everything Remotely, Kunsthaus Glarus, Glarus
- 2018: Going thus the way of hitchhiking, unsupervised trick-or-treating and door to door sales, Eclair, Berlin
- 2019: Auf Augenhöhe, mit Richard Nikl, Entrance, Prag
- 2019: Last Gasp, Galerie Francesca Pia, Zürich
- 2019: Shredding Paper, Twenty Years, Berlin
- 2019: One gee in fog, And a thousand spirits stray, mit Simone Monsi, Geneva
- 2020: We’ll Take Your @#$&! and Sell It Down the River, PZII,  London
- 2021: Patience Will Reward Those Who Lie in Wait, Centro Svizzero,  Mailand
- 2023: Lady Helen, Philippe Daerendinger – Marta Riniker-Radich, Berlin
- 2024: A Certain Lack of Coherence, Thin Film, with Jonas von Ostrowski, Porto

## Auszeichnungen
- 2009: Fonds cantonal d’art contemporain, Genf
- 2010: Swiss Art Award, Basel
- 2016: Manor Kunstpreis, Aarau
- 2022: Swiss Art Award, Basel
- 2023: Prix de la Fondation Lélo Fiaux

## Artist in Residence
- 2013: Atelier Gleis 70, Zürich
- 2014: Fieldwork Marfa, Texas
- 2015: Istituto Svizzero di Roma, Rom
- 2017: Fondation Landis & Gyr, London
- 2018: Berlin Aufenthalt, Kanton Genf

## Werke in Sammlungen
- Kunsthaus Glarus
- Swiss Federal Art Collection (BKS/CAC)
- Fonds cantonal d’art contemporain Genève (FCAC), Kunsthaus Glarus, Glarus
- Musée d’art moderne et contemporain (Genf)
- Museo d’arte della Svizzera italiana, Lugano
- Musée Jenisch, Vevey

## Schriften
- Voici un dessin suisse / Schweizer Zeichnung 1990–2010, Musee Jenisch, Vevey, S. 225–227, ISBN 978-3-0376-4102-6